# Nuevo Porvenir, Ixtapa
Nuevo Porvenir är en ort i Mexiko.   Den ligger i kommunen Ixtapa och delstaten Chiapas, i den sydöstra delen av landet, 700 km öster om huvudstaden Mexico City. Nuevo Porvenir ligger 1 191 meter över havet och antalet invånare är 161.
Terrängen runt Nuevo Porvenir är kuperad åt nordost, men åt sydväst är den bergig. Runt Nuevo Porvenir är det ganska tätbefolkat, med 58 invånare per kvadratkilometer. Närmaste större samhälle är Tuxtla Gutiérrez, 15,0 km väster om Nuevo Porvenir. I omgivningarna runt Nuevo Porvenir växer huvudsakligen savannskog.